# (12111) Ulm
(12111) Ulm (1998 LU) – planetoida z pasa głównego asteroid okrążająca Słońce w ciągu 4,1 lat w średniej odległości 2,56 j.a. Odkryta 1 czerwca 1998 roku.